# 大関嶺信号場
大関嶺信号場（テグァルリョンしんごうじょう）は、大韓民国江原特別自治道平昌郡にある韓国鉄道公社（KORAIL）京江線の信号場である。大関嶺トンネル内の中間地点に位置する。

## 歴史
- 2017年10月2日：信号場設置[2]。